# John Child (volleybollspelare)
John Child, född 4 maj 1967 i Toronto, är en kanadensisk beachvolleybollspelare.
Child blev olympisk bronsmedaljör i beachvolleyboll vid sommarspelen 1996 i Atlanta.